# 빅 스카이 (1952년 영화)
빅 스카이(The Big Sky)는 미국에서 제작된 하워드 혹스 감독의 1952년 영화이다. 커크 더글라스 등이 주연으로 출연하였고 하워드 혹스 등이 제작에 참여하였다.

## 출연

### 주연
- 커크 더글라스
- 듀이 마틴

### 조연
- 아서 허니커트
- 버디 베어
- 스티븐 거레이
- 행크 워든

## 제작진
- 원작자: A.B. 구스리 주니어
- 의상: 도로시 지킨스